# Selysioneura stenomantis
Selysioneura stenomantis är en trollsländeart som beskrevs av Maurits Anne Lieftinck 1932. Selysioneura stenomantis ingår i släktet Selysioneura och familjen Isostictidae. Inga underarter finns listade i Catalogue of Life.